# 호자키 스나오
호자키 스나오(일본어: 保﨑 淳, 1987년 3월 14일 ~ )는 일본의 축구 선수이다.

## 구단 경력
그는 2009년부터 2018년까지 J리그의 미토 홀리호크, 더스파구사쓰 군마, 츠바이겐 가나자와, SC 사가미하라에서 활동하였다.